# Арутюнян, Александр Григорьевич

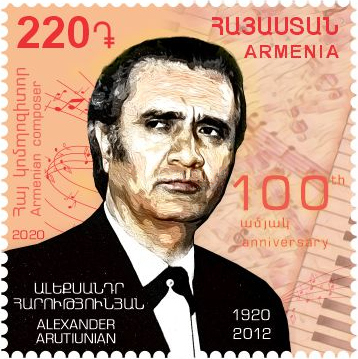
100 лет со дня рождения А. Г. Арутюняна, Почта Армении, 2020

Алекса́ндр Григо́рьевич Арутюня́н (арм. Ալեքսանդր Գրիգորի Հարությունյան; 23 сентября 1920, Ереван, Первая Армянская Республика — 28 марта 2012, Ереван, Армения) — армянский, советский композитор, пианист, педагог. Народный артист СССР (1970). Лауреат Сталинской премии первой степени (1949).

## Биография
Родился 23 сентября 1920 года в Эривани (ныне Ереван).
В 1934—1941 годах обучался в Ереванской консерватории им. Комитаса по классам композиции у С. В. Бархударяна и В. Г. Тальяна, фортепиано — у О. А. Бабасян. В 1942—1943 годах совершенствовался в консерватории в классе фортепиано у К. Н. Игумнова, в 1944—1946 — в композиции и полифонии под руководством Х. С. Кушнарева.
В 1946—1948 годах совершенствовался в студии при Доме культуры Армении в Москве по классу композиции и полифонии у Г. И. Литинского, классу инструментовки — у Н. И. Пейко, классу анализа — у В. А. Цуккермана, классу оркестровки — у Д. Р. Рогаль-Левицкого и А. М. Веприк, классу фортепиано — у Б. М. Берлина.
Выступал как пианист-солист, исполнитель собственных произведений.
С 1954 по 1990 год — бессменный руководитель Армянской филармонии.
С 1965 по 2008 год преподавал композицию в Ереванской консерватории, с 1977 — профессор.
Один из членов «Армянской могучей кучки».
Член Союза композиторов СССР с 1939 года, член правления Союза композиторов Армении, член Союза кинематографистов Армянской ССР с 1975 года.
Член жюри Международного конкурса исполнителей на духовых инструментах (Москва, 1957), член жюри конкурса композиторов на лучшее обязательное произведение к Международному конкурсу скрипачей им. Г. Венявского (Познань, Польша, 1967), председатель жюри Международного конкурса медных духовых квинтетов (Нарбонна, Франция, 1990), председатель жюри Международного конкурса трубачей (Москва, 1997).
Член КПСС с 1952 года.
Умер 28 марта 2012 года в Ереване. Похоронен в Пантеоне парка им. Комитаса.

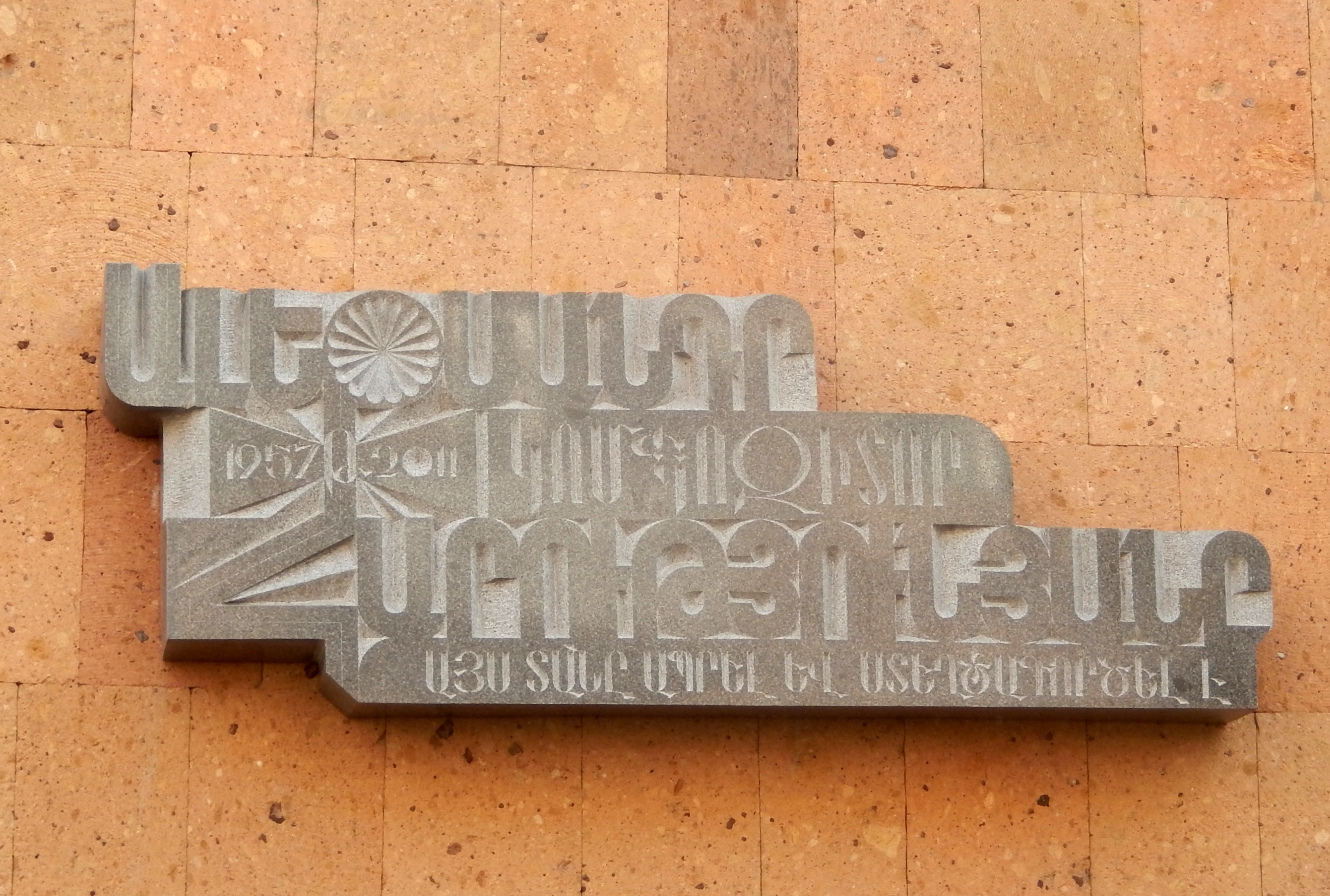
Мемориальная доска в Ереване, Здание Союза композиторов Армении

## Награды и звания
- Заслуженный деятель искусств Армянской ССР (1956)[4]
- Народный артист Армянской ССР (1962)
- Народный артист СССР (1970)
- Сталинская премия первой степени (1949) — за «Кантату о Родине» (1948)[5]
- Государственная премия Армянской ССР (1970, 1986)
- Орден Октябрьской Революции (1980)
- Орден Трудового Красного Знамени (1956)
- Орден Святого Месропа Маштоца (31 марта 2001) — за исключительные заслуги в области армянской музыкальной культуры[6]
- Орден Почёта (3 сентября 2011) — по случаю 20-летия независимости Республики Армения, за выдающиеся творческие достижения в области культуры и искусства[7]
- Медаль Мовсеса Хоренаци (1998)
- Орден Армянской апостольской церкви «Святые Саак и Месроп» (2004)
- Премия имени Арама Хачатуряна (Министерство культуры СССР, 1986)
- Золотая медаль имени А. В. Александрова (1976)
- Медаль «Комитас» Министерства диаспоры РА (2008)
- Диплом «Орфей» (Кентукки, США, 1983)
- Почётный гражданин Еревана (1987)
- Почётный гражданин Гюмри (2005).

## Творчество
Творческий стиль композитора, развившийся в конце 1940-х годов, основан на богатом музыкальном наследии Армении и в то же время на принципах музыки классицизма и романтизма, что проявляется как в строгом соблюдении классической последовательности быстрых и медленных частей, так и в обращении к жанрам сюит и концертов. Важное значение в творчестве композитора имеют традиции народных армянских певцов — ашугов, музыка которых строится на разнообразных типах импровизационного развития. Сочинения наполнены экспрессией, чувственностью, ностальгией и иронией.
В творчестве композитора можно выделить несколько периодов: сочинения послевоенного периода и начала 1950-х годов характеризуются принципами тематического развития и сочетания масштабных структур, создающих большую эмоциональную интенсивность. Произведения этого периода — Праздничная увертюра, Симфония, Концертино для фортепиано с оркестром — приближаются по духу к работам А. И. Хачатуряна. В 1960-е — 1970-е годы композитор отказывается от драматических элементов в пользу большей ясности изложения и ориентации на классические формы. Крупнейшее достижение в этот период — опера «Саят-Нова» (либретто А. С. Ханджяна), а также многочисленные произведения в неоклассическом стиле, среди которых — Концерт для валторны с оркестром, Вариации для трубы с оркестром и др. Наконец, начиная с 1980-х годов в сочинениях композитора наблюдается стремление к синтезу различных стилей, как, например, в концертах для тромбона и тубы с оркестром (первые концертные сочинения для этих инструментов в истории армянской музыки), а также скрипичный концерт «Армения-88», считающийся одним из лучших произведений композитора. Посвящённый памяти жертв Спитакского землетрясения, концерт сочетает в себе стиль музыки барокко, классическую форму и утончённый лиризм романтической палитры звучаний. Среди его исполнителей Сергей Хачатрян. Ряд произведений композитора для духовых инструментов (в частности, концерт для трубы, посвящённый Тимофею Докшицеру) входят в репертуар ведущих мировых исполнителей. На многих сценах мира звучат ярко концертные пьесы для двух фортепиано «Армянская рапсодия» и «Праздничная» (с ударными), написанные в соавторстве с А. А. Бабаджаняном.

### Основные сочинения
- опера «Саят-Нова» (1967)
- музыкальная комедия «Высокочтимые попрошайки» (1972)
- симфония (1957)
- вокально-симфоническая поэма «Сказание об армянском народе» (1961)
- кантаты — «О Родине» для солиста, хора, оркестра (1948), «О Ленине» (совместно с Э. Мирзояном, сл. А. Сармена, 1950), «Ода Ленину» (1967), «Приветственная песня» (для хора и оркестра, сл. А. Сармена, 1968), «С отчизной моей» (сл. Ов. Туманяна, 1969), «Гимн братству» (для баса, хора и оркестра, сл. Л. Дурьяна, 1970), «Пионер, будь готов» (для детского хора и оркестра, 1972)
- для симфонического оркестра — увертюры «Наше дело правое» (1942), «Концертная» (1944), «Торжественная ода» (1947), «Праздничная увертюра» (1949), сюита «Танцы Армении» (1952), музыкальная картина «Караван» (1956), концертный вальс «Воспоминание о Ленинграде» (1958)
- концерты с оркестром

для фортепиано (1941)
для колоратурного сопрано (1950, 1959 — тема и 5 каприсов)
для трубы  (1950)
для валторны (1962)
для гобоя (1977)
- тема и шесть вариаций для трубы и оркестра (1972)
- концертино — для фортепиано (1951), для 5 духовых инструментов (1964), для виолончели (1975)
- партита для струнного квартета (1946)
- «Песня Гусана» из эпоса «Давид Сасунский» для баритона и фортепиано (1939), «Ночная баллада» для баса и фортепиано (1952), «Пой для меня» (сл. О. Гукасяна, 1953), «Песня о мире» (1952), «Волго-Дон» (1952), вокальный цикл «Памятник матери» для тенора и фортепиано (сл. Ов. Шираза, 1969), цикл для хора a cappella «Моя Армения» (1971)
- цикл «Родные напевы» для хора без сопровождения (1972)
- вокально-симфоническая картина «Караван Абу-Лала-Маари» (1975)
- скрипичный концерт «Армения-88»
- концертные пьесы для двух фортепиано «Армянская рапсодия» и «Праздничная» (с ударными) (в соавторстве с А. А. Бабаджаняном)
- симфониетта для камерного ансамбля (1966)
- для фортепиано — 3 прелюдии (1939), Армянский танец (1935), 3 музыкальных картины (1960), сонатина (1969)
- для виолончели и фортепиано — «Экспромт» (1942), «Прелюдия» (1943)
- для скрипки и фортепиано — танец (1947), Полифоническая партита (1946)
- для фортепиано — «Прелюдия-поэма», посвященная К. Игумнову (1943), Полифоническая соната (1946)
- для трубы и фортепиано — «Концертное скерцо» (1954)
- для хора а капелла — «Песня жатвы» (сл. А. Граши, 1952), «Армянские пейзажи» (1971—1972)
- для мужского квартета — «Песня о Севане», «Весна» (сл. А. Сармена, 1950)
- для мужского хора — «Песня о командире Гае» (1968)
- для хора и оркестра — «Поэма о песне» и «Мой русский брат» (1978)
- для ансамбля виолончели и фортепиано — «Песня о горе Арагац» (1945)
- для ансамбля скрипки, виолончели и фортепиано — «Маленькая увертюра» (1968)
- для ансамбля скрипки и фортепиано — «Посвящение Комитасу» (1969)
- Рапсодия «Наши старые песни» для фортепиано, струнного оркестра и ударных инструментов (1974)
- камерно-инструментальные произведения
- пьесы с фортепиано — для гобоя, фагота (1953)
- пьесы для фортепиано, скрипки, виолончели, трубы, гобоя, фагота
- песни, музыка к драматическим спектаклям и фильмам[8].

### Фильмография
- 1955 — «Призраки покидают вершины»
- 1956 — «Сердце поёт»
- 1958 — «О моём друге»
- 1962 — «Воды поднимаются»
- 1973 — «За час до рассвета»
- 1977 — «Наапет».